# Avro 519
L'Avro 519 est un avion biplan de bombardement britannique de la Première Guerre mondiale qui ne fut pas produit en série, tout comme ses dérivés Avro 522 et Avro 528 Silver King.

## Origine
Réalisé pour répondre à une demande de l’Amirauté britannique, ce biplan à ailes inégales, le plan inférieur étant plus court de 7,3 m, était très largement dérivé de l'Avro 510. La cellule était cependant redessinée de manière à pouvoir replier la voilure, dont la hauteur d’entreplan était réduite. Curieusement, le radiateur de l’Avro 510 était remplacé par un radiateur monté derrière et au-dessus du moteur, qui devait singulièrement limiter le champ de vision du pilote. Largement dimensionnés, la dérive et la gouverne de direction avaient un dessin inspiré de l’Avro 504B. Les modifications apportées au dessin du fuselage, rendu plus profond pour mieux protéger le pilote, laissent supposer que l’appareil était destiné à des vols à longue distance.     

## Versions
- Avro 519 : Deux prototypes monoplaces furent construits pour le RNAS et livrés en mai 1916 à Farnborough pour essais par le Capt F.T. Courtney. Cet appareil reposait sur un train classique avec essieu et patin anti basculement. Il semble que la structure de ces avions ait été jugée trop fragile pour leur moteur Sunbeam Crusader de 150 ch et qu’ils aient été démantelés après avril 1917.
- Avro 519A : Un exemplaire biplace pour le Royal Flying Corps, reconnaissable à un train sans essieu ni patin, avec un moteur Sunbeam Mohawk de 225 ch.
- Avro 522 : Un second appareil fut réalisé pour le Royal Flying Corps, avec des modifications plus importantes, justifiant un changement de désignation : La voilure était allongée et les plans étaient égaux, probablement pour améliorer le taux de montée, très faible.
- Avro 528 Silver King : Nouvelle version biplace de l'Avro 519 pour l’Amirauté britannique, le moteur V12 Sunbeam Mohawk (en)  étant entièrement caréné et refroidi par deux radiateurs situés cette fois de part et d’autre du fuselage au niveau de la cabane. Des ballonnets de flottaison faisaient aussi leur apparition au plan inférieur pour maintenir à flot l’avion en cas d’amerrissage forcé. Les essais en vol débutèrent en septembre 1916, mais l’avion avait des insuffisances et son moteur était loin d’être au point. Les essais officiels ne débutèrent donc qu’en février 1917, mais l’appareil était déjà dépassé et aucune commande ne suivit, le prototype étant démonté dès avril.